# فاردان فوسكانيان
فاردان فوسكانيان (الأرمني: Վարդան Ոսկանյան، من مواليد 1 يناير 1972 في يريفان ،أرمينيا) هو جنة أرمنية. شارك في الألعاب الأولمبية الصيفية لعام 2000.

## الإنجازات
| سنة  | المسابقة                | مكان   | فئة الوزن                |
| ---- | ----------------------- | ------ | ------------------------ |
| 2000 | بطولة الجودو الأوروبية ‏ | السابع | وزن خفيف للغاية (60 كغم) |
| 1999 | بطولة العالم للجودو ‏    | السابع | وزن خفيف جدا (60 كغم)    |

## روابط خارجية
- فاردان فوسكانيان على موقع JudoInside.com (الإنجليزية)
- فاردان فوسكانيان على موقع أوليمبيديا (الإنجليزية)
- فاردان فوسكانيان على JudoInside.com
- Sports-Reference.com